# Kazimierz Misiaszek
Kazimierz Zygmunt Misiaszek (ur. 1953) – polski duchowny katolicki, salezjanin, teolog, prof. dr. hab.
Specjalizuje się w katechetyce. Pełni funkcje: kierownika Katedry Dydaktyki Katechetycznej na Wydziale Teologicznym Uniwersytetu Kardynała Stefana Wyszyńskiego oraz wiceprezesa Towarzystwa Naukowego Franciszka Salezego. W 1997 został prodziekanem Wydziału Teologicznego  Akademii Teologii Katolickiej (która 3 września 1999 przekształciła się w Uniwersytet Kardynała Stefana Wyszyńskiego), stanowisko to sprawował do 2000. Odznaczony Złotym Krzyżem Zasługi w 2018 roku.  W 2023 został odznaczony Krzyżem Kawalerskim Orderu Odrodzenia Polski.

## Ważniejsze publikacje
- Katecheta i katecheza w polskiej szkole (wraz z Andrzejem Potockim, 1995)
- Koncepcja nauczania religii katolickiej w publicznej szkole włoskiej po Konkordacie z 1984 roku : próba oceny (1999)
- Koncepcja nauczania religii katolickiej w publicznej szkole polskiej : próba oceny (2010)